# 3 d'Aquari
3 d'Aquari (3 Aquarii) és una estrella de la constel·lació d'Aquari de magnitud aparent 4,43. Està aproximadament a 445 anys llum de la Terra. L'estrella és una estrella gegant vermella; posseeix una magnitud absoluta de -1,19 i la seva velocitat radial negativa indica que l'estrella s'apropa al sistema solar.
Es tracta d'una estrella situada a l'hemisferi celeste austral, molt a prop de l'equador celeste;el que comporta que pugui ser observada des de totes les regions habitades de la Terra, exceptuant el cercle polar àrtic. A l'hemisferi sud sembla circumpolar només en les àrees més internes de l'Antàrtida, sent de magnitud 4,5, cosa que la fa observable en cels molt foscos. El millor període per a la seva observació és entre els mesos de juny i novembre. El període de visibilitat és pràcticament el mateix en els dos hemisferis degut a la seva posició propera a l'equador celeste.